# Telioneura rosada
Telioneura rosada är en fjärilsart som beskrevs av Paul Dognin. Telioneura rosada ingår i släktet Telioneura och familjen björnspinnare. Inga underarter finns listade i Catalogue of Life.